# Puchar Polski w piłce ręcznej mężczyzn 2010/2011
Puchar Polski w piłce ręcznej mężczyzn 2010/2011 – rozgrywki mające na celu wyłonienie zdobywcy Pucharu Polski, który zakwalifikuje się tym samym do Pucharu Zdobywców Pucharów sezonu 2011/2012. Finał zostanie rozegrany w 2011 roku. W dniu 29 października 2010 roku w warszawskiej siedzibie Związku Piłki Ręcznej w Polsce odbyło się losowanie par 1/8 finału Pucharu Polski mężczyzn. Spotkania tej rundy rozgrywek zaplanowano na 10 listopada. Mistrzowie Polski  Vive Targi Kielce będą rywalizować z Azotami Puławy.
W sezonie 2010/2011 rozgrywki te składają się z:
- meczów 1/16 finału,
- meczów 1/8 finału,
- meczów 1/4 finału,
- turnieju Final Four:
  - dwóch meczów półfinałowych,
  - meczu o 3. miejsce,
  - meczu finałowego.

## Klasyfikacja strzelców
| Bramki | Strzelcy        | Drużyna         |
| ------ | --------------- | --------------- |
| ?      | do uzupełnienia | do uzupełnienia |

## Mecze
|  |  | 1/16 Finału |  |
|  |  | ----------- |  |

| 3.11.2010 | UKS Olimpia Grodków | 24:31 (12:16) | KPR Wolsztyniak Wolsztyn |

| 3.11.2010 | UKS Szczypiorniak Olsztyn | 27:35 (13:16) | Wisła II Płock |

|  |  | 1/8 Finału |  |
|  |  | ---------- |  |

| 10.11.2010 | KS Pogoń Handball Szczecin | 36:31 (17:17) | SPR BRW Stal Mielec |

| 10.11.2010 | MKS Nielba Wągrowiec | 30:28 (14:15) | MKS Zagłębie Lubin |

| 10.11.2010 | Wisła II Płock | 38:32 (22:15) | SPR Chrobry Głogów |

| 10.11.2010 | NMC Powen Zabrze | 21:25 (10:12) | Orlen Wisła Płock |

| 10.11.2010 | Warmia Anders Group Społem Olsztyn | 30:26 (12:11) | MKS Piotrkowianin Piotrków Trybunalski |

| 10.11.2010 | KS Azoty-Puławy | 18:26 (9:13) | Vive Targi Kielce |

| 10.11.2010 | MMTS Kwidzyn | 35:40 (29:29, 16:15) | MSPR Reflex Miedź Legnica |

| 10.11.2010 | KPR Wolsztyniak Wolsztyn | 29:31 (13:13) | AZS-AWF Gorzów Wielkopolski |

|  |  | 1/4 Finału |  |
|  |  | ---------- |  |

| 02.02.2011 | MKS Nielba Wągrowiec | 23:36 (9:19) | Vive Targi Kielce |

| 02.02.2011 | MSPR Reflex Miedź Legnica | 23:26 (9:17) | KS Pogoń Handball Szczecin |

| 02.02.2011 | Wisła II Płock | 28:34 (17:16) | Warmia Anders Group Społem Olsztyn |

| 02.02.2011 | AZS-AWF Gorzów Wielkopolski | 23:33 (11:18) | Orlen Wisła Płock |

| 09.02.2011 | Vive Targi Kielce | 37:23 (18:14) | MKS Nielba Wągrowiec |

| 09.02.2011 | KS Pogoń Handball Szczecin | 27:32 (15:14) | MSPR Reflex Miedź Legnica |

| 09.02.2011 | Warmia Anders Group Społem Olsztyn | 36:25 (18:13) | Wisła II Płock |

| 09.02.2011 | Orlen Wisła Płock | 42:18 (21:9) | AZS-AWF Gorzów Wielkopolski |

|  |  | Final Four |  |
|  |  | ---------- |  |

|  |  | 1/2 finału |  |
|  |  | ---------- |  |

| 19.03.2011 | Orlen Wisła Płock | 31:15 (10:6) | Miedź Legnica |

| 19.03.2011 | Warmia Anders Group Społem Olsztyn | 28:32 (15:17) | Vive Targi Kielce |

|  |  | Mecz o 3. miejsce |  |
|  |  | ----------------- |  |

| 20.03.2011 | Miedź Legnica | 36:28 (14:16) | Warmia Anders Group Społem Olsztyn |

|  |  | Finał |  |
|  |  | ----- |  |

| 20.03.2011 | Orlen Wisła Płock | 22:35 (9:19) | Vive Targi Kielce |